# Wallertheim
Wallertheim là một đô thị thuộc huyện Alzey-Worms, bang Rheinland-Pfalz, Đức. Đô thị này có diện tích 8,1 km².